# 中村彰宏
中村 彰宏（なかむら あきひろ、1977年8月23日 - ）は、日本の元サッカー選手。ポジションはMF。

## 経歴
小学校時代からサッカーを始め、東海大付属浦安高等学校、東海大学においてサッカー部に所属。卒業後は一般企業に就職しサラリーマンとして生活していたが、休暇中にSリーグの選考に合格し、シンガポールへ移住。2005年に在籍したバレスティア・カルサFCでは背番号10番を得、キャプテンを務めた。その後Sリーグのタンピネス・ローバースFCに所属。2012年限りで現役引退。
2013年より同リーグのホーム・ユナイテッドのコーチに就任。

## 所属クラブ
- 2001年-2002年  センバワン・レンジャーズFC
- 2003年  シンガポール・アームド・フォース
- 2004年  アルビレックス新潟・S
- 2005年-2006年  バレスティア・カルサ
- 2007年-2008年  ウッドランド・ウェリントンFC
- 2009年-2011年  タンピネス・ローバースFC

## エピソード
- 既婚、一男一女の父。
- 2007年4月21日 テレビ朝日の番組「ポカポカ地球家族」で、海外生活の様子が放送された。